# Cúmulo de Galaxias de Hércules
El Cúmulo de Galaxias de Hércules (Abell 2151) es un cúmulo de galaxias de unas 100 galaxias a unos 500 millones de años luz de distancia (z = 0.036) en dirección a la constelación de Hércules.

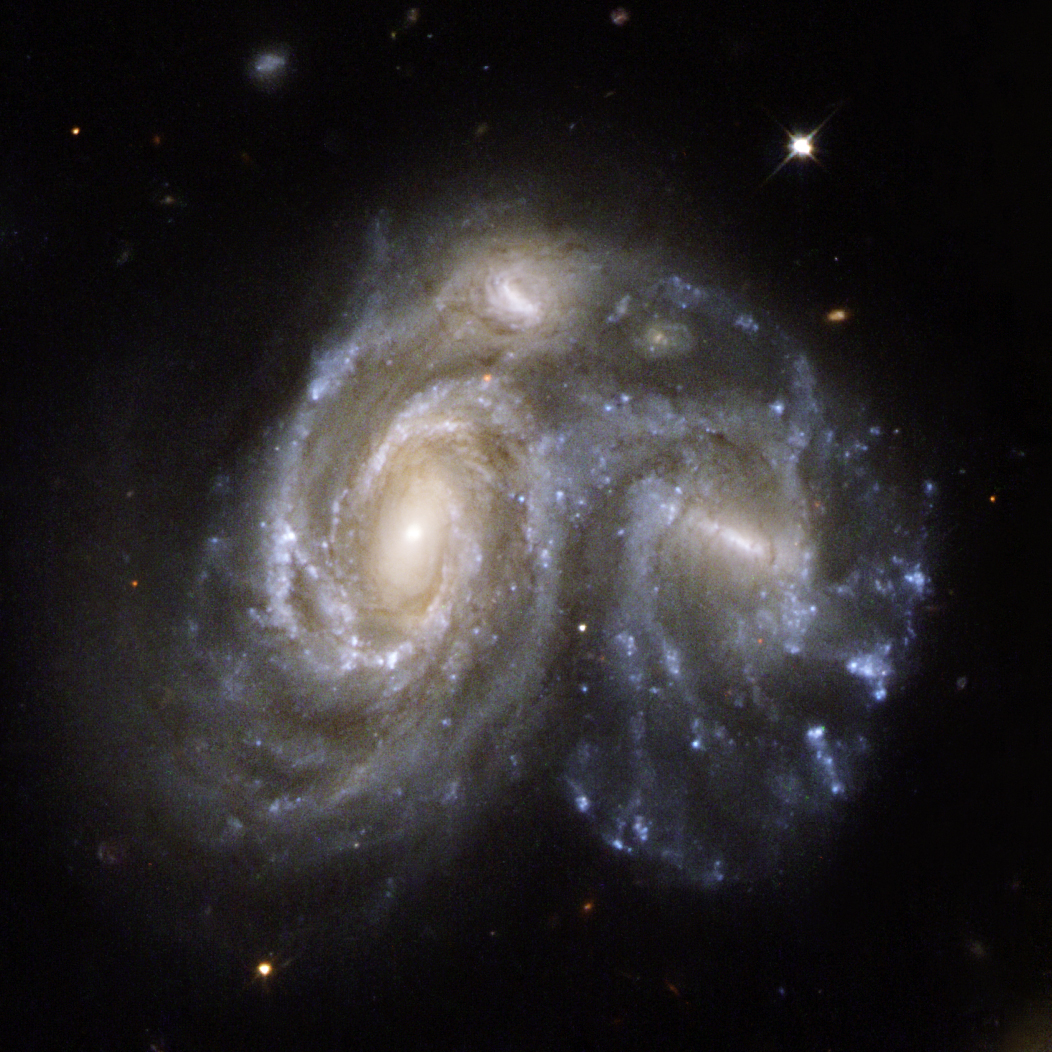
Imagen del par de galaxias en interacción NGC 6050 e IC 1179 por el HST.

Es un cúmulo rico en galaxias espirales y muestra muchas galaxias en interacción. El cúmulo es parte de los Supercúmulos de Hércules que a su vez forman parte de la Gran Muralla.